# Electro Glide in Blue
Ne doit pas être confondu avec Electra Glide in Blue.
Albums de Apollo 440
Millennium Fever
(1994) Gettin' High on Your Own Supply
(1999)
Electro Glide in Blue est le deuxième album du groupe britannique Apollo 440. Le titre de l'album et la chanson titre sont une référence au film Electra Glide in Blue.
L'album comporte des collaborations avec Charles Bukowski (Tears of the Gods), Billy Mackenzie (Pain in Any Language) et un hommage à Gene Krupa (Krupa).
Carrera Rapida est une musique reprise pour le jeu vidéo Rapid Racer.

## Liste des chansons
1. Stealth Overture – 1:00 (Trevor Gray/Elizabeth Gray/Noko)
2. Ain't Talkin' 'bout Dub – 4:30 (Edward Van Halen/Alex Van Halen/Michael Anthony/David Lee Roth/Noko)
3. Altamont Super-Highway Revisited – 6:33 (Noko)
4. Electro Glide in Blue – 8:36 (T.Gray/Howard Gray/Ewan MacFarlane)
5. Vanishing Point – 7:27 (Noko)
6. Tears of the Gods – 6:18 (Noko/T.Gray/H.Gray/Dr. John Creaux ; voix de Charles Bukowski)
7. Carrera Rapida – 6:48 (Noko/T.Gray/H.Gray/Ian Hoxley)
8. Krupa – 6:15 (Noko/T.Gray/H.Gray)
9. White Man's Throat – 4:54 (Noko/H.Gray/Hoxley)
10. Pain in Any Language – 8:40 (Noko/Billy Mackenzie ; voix de Billy Mackenzie)
11. Stealth Mass in F#m – 6:35 (T.Gray/E.Gray)
12. Raw Power - 3:50 (Noko/T.Gray/H.Gray/I.Hoxley)